# كشافة اليونان
كشافة اليونان هي جمعية الكشافة الوطنية في اليونان. بدأت الكشفية في اليونان في عام 1910 وكانت من بين الأعضاء المؤسسين للمنظمة العالمية للحركة الكشفية في عام 1922. الجمعية لديها 18482 عضوا (اعتبارا من 2011). غالبية أعضاء الكشافة ينتمون إلى الكنيسة المسيحية الأرثوذكسية. ومع ذلك، الفتيان والفتيات من جميع الأديان والجماعات العرقية، من سكان اليونان، هم موضع ترحيب ليكونو أعضاء في الجمعية.
خلال دورة الألعاب الأولمبية الصيفية عام 1908، في لندن، اثناسيوس ليفكاديتيس، وهو شاب مدرس التربية البدنية، لاحظ باهتمام خدمة وأنشطة الكشافة البريطانية في الاولمبياد. التقى روبرت بادن باول وبعد فترة وجيزة، قدم الكشافة في اليونان في عام 1910. ومنذ ذلك الحين، كشافة اليونان نشطت في الرعاية الاجتماعية وأنشطة الإغاثة أثناء الكوارث الطبيعية مثل الحرائق كبيرة والزلازل.

## روابط خارجية
- كشافة اليونان